# 維吉尼亞州第十一志願步兵團

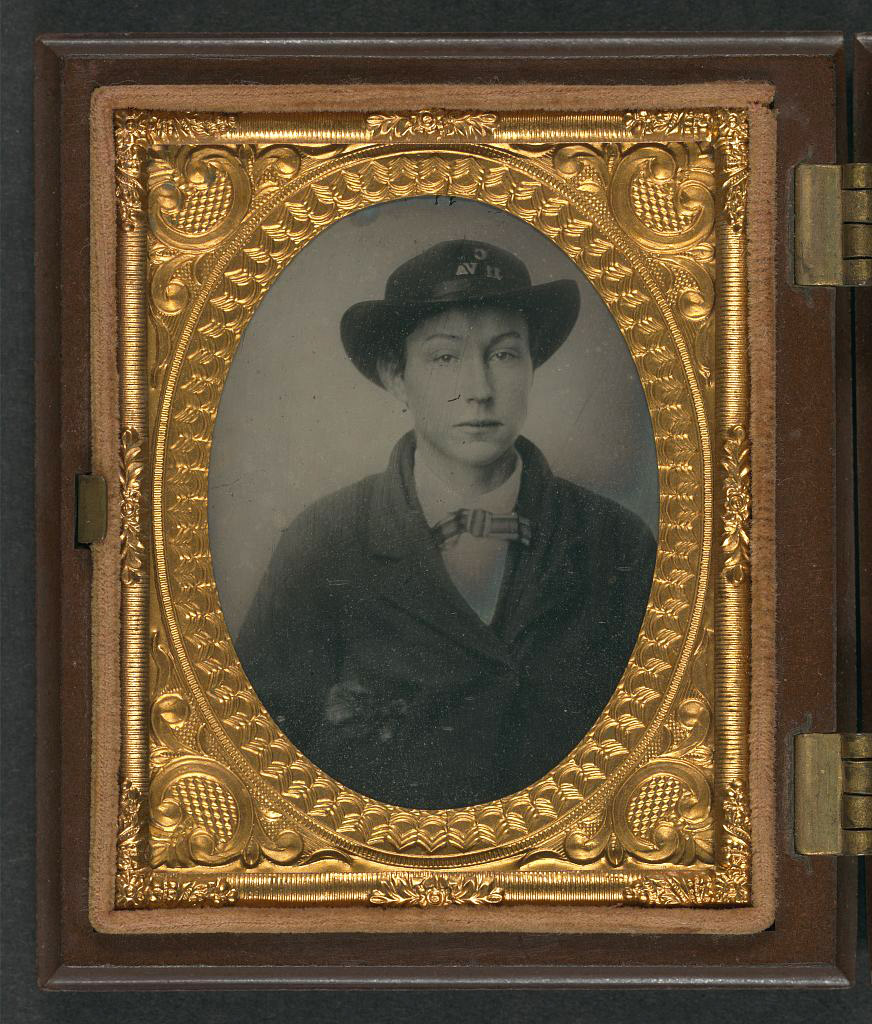
身穿邦聯制服，頭戴寬邊軟帽的維吉尼亞州第11志願步兵團士兵

維吉尼亞州第十一志願步兵團 (11th Virginia Volunteer Infantry Regiment)是美國南北戰爭時邦聯軍隊中的一支步兵團。

## 成立
維吉尼亞州第十一步兵團於1861年4月22日正式為邦聯軍服務。前身為林區堡護衛隊(Lynchburg Home Guard)

## 隸屬
第十一步兵團是第一兵團中，詹姆斯·勞森·肯柏(James Lawson Kemper)准將之軍旅中的一個步兵團，參與過不少主要戰役。

## 戰役
- 第一次馬納沙斯之役
- 威廉斯堡之役
- 七松坡之役
- 第二次馬納沙斯之役
- 弗雷德里克斯堡之役 (Fredericksburg)
- 蓋茨堡戰役
- 北安娜之役
- 冷港之役
- 彼得斯堡圍城戰
- 阿波馬托克斯郡府之役

## 外部連結
- https://web.archive.org/web/20070915033650/http://www.11thva.org/main.php 維吉尼亞州第十一步兵團之歷史